# Martin Červenka
Martin Červenka (* 3. srpna 1992, Praha) je český baseballista. Je reprezentantem České republiky a prosadil se i v systému severoamerických ligových soutěží.

## Klubová kariéra
Je odchovancem pražského týmu Kotlářka, v české extralize hrál i za tým Tegola Titans Praha. Účastnil se tréninkových pobytů pod patronací Major League Baseball. 24. ledna 2009 podepsal jako šestnáctiletý talentovaný hráč neprofesionální smlouvu s týmem MLB Cleveland Indians, stal se prvním hráčem z evropských lig, který s tímto americkým týmem podepsal smlouvu. Poté ještě zůstal hrát v české extralize. V roce 2011 odehrál část sezóny na pozici chytače v americké nižší profesionální soutěži Arizona League za tým Arizona League Indians, který patří do organizace Cleveland Indians.

## Reprezentace
Byl členem mládežnických výběrů, v roce 2010 byl členem týmu, který na mistrovství Evropy do 21 let v Brně vybojoval zlaté medaile. Hrál i za seniorskou reprezentaci.